# بيرث أوف فاير
بيرث أوف فاير (بالإنجليزية: Breath of Fire)‏ ، هي لعبة فيديو إلكترونية من نوع تقمص الأدوار وهي الجزء الأول من سلسلة بيرث أوف فاير ، أنتجت سنة 1993 ونشرها شركة كابكوم اليابانية ، وأعيدت الإصدار سنة 2014 لتعمل نظام نينتندو وي يو.